# 微软翻译
微软翻譯是Microsoft提供的一項文段和網頁全文翻譯功能網站，作為微软服務品牌的一部分。微软翻譯採用統計機器翻譯技術。

## 功能
用家可以在左邊的輸入欄位輸入文字，按下鍵盤的輸入鍵後翻譯結果會在右邊的結果框顯示，微软翻譯亦提供譯文的朗讀，與及評價翻譯優劣的功能。
在輸入欄位輸入網址則可啟動網頁全翻譯功能，其程式更可自動偵測原文語言，在譯文之下將滑鼠游標移到文字上可即時看到原文內容。

## 整合
微软翻譯提供多項軟件整合功能，這些軟件主要是Microsoft旗下的，包括在Internet Explorer 8或以上版本設立加速器，讓用家在右鍵選單中快速開啟網頁翻譯或已選文字翻譯功能。其他整合功能包括Microsoft Office的Plug-in和Bing Instant Answer。在Windows Live Messenger亦設立一個名為Tbot的翻譯機械人。
此外，網頁擁有者或博客用家可以整合微软翻譯功能到其網站上，或者整合微软翻譯小書簽到瀏覽器中，讓訪客翻譯網站內容為其所選擇的語言。

## 翻譯語言
截至2025年1月，微软翻译支持179种语言及语言变体。微软翻译网站提供了支持的语言列表，也可通过云服务以编程方式进行检索。
1. 亚齐语（拉丁文）
2. 南非语
3. 阿尔巴尼亚语
4. 阿姆哈拉语
5. 阿拉伯语
6. 阿拉伯语（埃及）
7. 阿拉伯语（摩洛哥）
8. 阿拉伯语（罗马化）
9. 亚美尼亚语
10. 阿萨姆语
11. 阿斯图里亚斯语
12. 阿塞拜疆语
13. 巴厘语
14. 孟加拉语
15. 巴什基尔语
16. 巴斯克语
17. 托巴巴塔克語
18. 白俄罗斯语
19. 博杰普尔语
20. 中比科尔语
21. 博多语
22. 波斯尼亚语
23. 保加利亚语
24. 粤语（繁体中文）
25. 加泰罗尼亚语
26. 宿雾语
27. 切蒂斯格尔语
28. 文言文
29. 简体中文
30. 繁体中文
31. 科西嘉语
32. 克罗地亚语
33. 捷克语
34. 丹麦语
35. 达里语
36. 迪维希语
37. 多格拉语
38. 荷兰语
39. 英语
40. 英语（英国）
41. 世界语
42. 爱沙尼亚语
43. 法罗语
44. 斐济语
45. 菲律宾语
46. 芬兰语
47. 法语
48. 法语（加拿大）
49. 弗里斯兰语
50. 弗留利语
51. 加利西亚语
52. 卢干达语
53. 格鲁吉亚语
54. 德语
55. 希腊语
56. 古吉拉特语
57. 海地克里奥尔语
58. 豪萨语
59. 希伯来语
60. 希利蓋農語
61. 印地语
62. 苗语
63. 匈牙利语
64. 伊班语
65. 冰岛语
66. 伊博语
67. 伊洛卡诺语
68. 印尼语
69. 因紐納敦语（英语：Inuinnaqtun）
70. 因纽特语
71. 因纽特语（拉丁文）
72. 爱尔兰语
73. 意大利语
74. 牙买加克里奥尔语
75. 日语
76. 爪哇语
77. 佛得角克里奥尔语（英语：Cape Verdean Creole）
78. 卡纳达语
79. 邦板牙语
80. 克什米尔语
81. 哈萨克语
82. 高棉语
83. 卢旺达语
84. 克林贡语（拉丁文）
85. 孔卡尼语
86. 韩语
87. 塞拉利昂克里奥尔语（英语：Krio language）
88. 中库尔德语
89. 北库尔德语
90. 柯尔克孜语
91. 老挝语
92. 拉丁语
93. 拉脱维亚语
94. 利古里亚语
95. 林堡语
96. 林加拉语
97. 立陶宛语
98. 伦巴底语
99. 下索布语
100. 卢森堡语
101. 马其顿语
102. 迈蒂利语
103. 马达加斯加语
104. 马来语
105. 马拉雅拉姆语
106. 马耳他语
107. 马拉地语
108. 马尔瓦里语（英语：Marwari language）
109. 毛里求斯克里奥尔语
110. 米南加保语（拉丁文）
111. 蒙古语（西里尔文）
112. 蒙古语（传统蒙古文）
113. 缅甸语
114. 毛利语
115. 尼泊尔语
116. 挪威语
117. 新挪威语
118. 齐切瓦语
119. 奥克语
120. 奥里亚语
121. 帕皮亚门托语
122. 普什图语
123. 波斯语
124. 波兰语
125. 葡萄牙语（巴西）
126. 葡萄牙语（葡萄牙）
127. 旁遮普语（古木基文）
128. 旁遮普语（夏木基文（英语：Shahmukhi））
129. 克雷塔罗奥托米语（英语：Northwestern Otomi）
130. 罗马尼亚语
131. 隆迪语
132. 俄语
133. 萨摩亚语
134. 梵语
135. 萨丁尼亚语
136. 塞尔维亚语（西里尔文）
137. 塞尔维亚语（拉丁文）
138. 塞索托语
139. 北索托语
140. 茨瓦纳语
141. 塞舌尔克里奥尔语
142. 修纳语
143. 西西里语
144. 信德语
145. 僧伽罗语
146. 斯洛伐克语
147. 斯洛文尼亚语
148. 索马里语
149. 西班牙语
150. 巽他语
151. 斯瓦西里语
152. 瑞典语
153. 大溪地语
154. 塔吉克语
155. 泰米尔语
156. 鞑靼语
157. 泰卢固语
158. 德顿语
159. 泰语
160. 藏语
161. 提格利尼亚语
162. 巴布亚皮钦语
163. 汤加语
164. 土耳其语
165. 土库曼语
166. 乌克兰语
167. 上索布语
168. 乌尔都语
169. 维吾尔语
170. 乌兹别克语（拉丁文）
171. 威尼斯语
172. 越南语
173. 瓦瑞语
174. 威尔士语
175. 科萨语
176. 意第绪语（东方）
177. 约鲁巴语
178. 尤卡坦玛雅语
179. 祖鲁语

### 停止开发的语言
1. 克林贡语（plqaD）

## 外部連結
- Bing翻譯 （页面存档备份，存于）
- Microsoft Translator （页面存档备份，存于）
- Bing翻译工具包 （页面存档备份，存于）
- 语言实验室 （页面存档备份，存于）
- Bing翻譯與Google翻譯的比較